# 470 TCN
470 TCN là một năm trong lịch La Mã.